# Salsa Spreewald
La salsa Spreewald (en alemán: Spreewaldsauce) es una salsa tradicional espesada utilizada en la gastronomía de Brandeburgo y Berlín la cual se utiliza para acompañar platillos de pescados tales como anguila, lucio o zander. Si bien es muy similar a la salsa Béchamel francesa, se dice que su receta no proviene de los hugonotes, sino que es una salsa mucho más antigua y regional.
Para preparar la salsa se mezclan un fondo de pescado y roux brillante y la salsa resultante se refina con  mantequilla, crema, perejil y eneldo. Existen algunas variantes y dependiendo de la receta se puede utilizar harina mezclada con crema en vez de roux, se agrega un poco de cerveza rubia o se espesa con yema de huevo.

## Receta
Se limpia el pescado y se enjuaga. Luego se agrega cebolla, pimienta, sal y una hoja de laurel. Se agrega agua hasta que los pescados estén cubiertos y se hierve hasta que se puedan quitar las aletas. Mientras tanto, se mezcla 250 ml de crema agria y 2 cucharadas de rábano picante en 2 1/2 cucharadas de harina. Se saca el pescado y se vierte el caldo en un colador. Luego se agrega la crema en el caldo y se deja que se hinche. Luego se agregan 2 huevos y un poco de mantequilla marrón. Se cubre el pescado con la salsa terminada y se acompaña con papas o puré de remolacha.

## Historia
El famoso poeta alemán Theodor Fontane expresó lo siguiente sobre la salsa Spreewald: 
„Das wäre kein Spreewaldsmahl, wenn kein Hecht auf dem Tisch stände, und das wäre kein Hecht, wenn ihn nicht die berühmte Spreewaldsauce begleitete, die mir wichtig genug erscheint, um hier das Rezept in seinen äußersten Umrissen folgen zu lassen. Das Geheimnis dieser Sauce ruht in der kurzen Formel: wenig Butter, aber viel Sahne.“ (Una comida en el Spreewald no seria tal, si no hubiera un lucio en la mesa y este no sería un lucio si no estuviera acompañado por la famosa salsa Spreewald, que me parece lo suficientemente importante como para describir su receta aquí. El secreto de esta salsa es la fórmula corta: poca mantequilla pero abundante crema.)